# Freccia del Brabante 2021
La Freccia del Brabante 2021, sessantunesima edizione della corsa, valevole come tredicesima prova dell'UCI ProSeries 2021 categoria 1.Pro, si svolse il 14 aprile 2021 su un percorso di 201,7 km, con partenza da Lovanio e arrivo a Overijse, in Belgio. La vittoria fu appannaggio del britannico Thomas Pidcock, il quale completò il percorso in 4h36'27", alla media di 43,776 km/h, precedendo il belga Wout Van Aert e l'italiano Matteo Trentin.
Sul traguardo di Overijse 113 ciclisti, su 158 partiti da Lovanio, portarono a termine la competizione.

## Squadre e corridori partecipanti
| N.      | Cod. | Squadra                  |
| ------- | ---- | ------------------------ |
| 1-7     | DQT  | Deceuninck-Quick Step    |
| 11-17   | IWG  | Intermarché-Wanty-Gobert |
| 21-27   | LTS  | Lotto Soudal             |
| 31-37   | TJV  | Jumbo-Visma              |
| 41-47   | TFS  | Trek-Segafredo           |
| 51-57   | ACT  | AG2R Citroën Team        |
| 61-67   | TBV  | Bahrain Victorious       |
| 71-77   | BOH  | Bora-Hansgrohe           |
| 81-87   | COF  | Cofidis                  |
| 91-97   | EFN  | EF Education-Nippo       |
| 101-107 | GCF  | Groupama-FDJ             |
| 111-117 | IGD  | Ineos Grenadiers         |

| N.      | Cod. | Squadra                   |
| ------- | ---- | ------------------------- |
| 121-127 | ISN  | Israel Start-Up Nation    |
| 131-137 | BEX  | Team BikeExchange         |
| 141-147 | DSM  | Team DSM                  |
| 151-157 | TQA  | Team Qhubeka Assos        |
| 161-167 | UAD  | UAE Team Emirates         |
| 171-177 | AFC  | Alpecin-Fenix             |
| 181-187 | BWB  | Bingoal Pauwels Sauces WB |
| 191-197 | SVB  | Sport Vlaanderen-Baloise  |
| 201-207 | BBK  | B&B Hotels                |
| 211-217 | TDE  | Total Direct Énergie      |
| 221-227 | UXT  | Uno-X Pro Cycling Team    |

## Ordine d'arrivo (Top 10)
| Pos. | Corridore        | Squadra      | Tempo    |
| ---- | ---------------- | ------------ | -------- |
| 1    | Thomas Pidcock   | Ineos        | 4h36'27" |
| 2    | Wout Van Aert    | Jumbo        | s.t.     |
| 3    | Matteo Trentin   | UAE          | a 2"     |
| 4    | Ide Schelling    | Bora         | a 7"     |
| 5    | Toms Skujiņš     | Trek         | s.t.     |
| 6    | Robert Stannard  | BikeExchange | s.t.     |
| 7    | Dylan Teuns      | Bahrain      | s.t.     |
| 8    | Benoît Cosnefroy | AG2R         | s.t.     |
| 9    | Oscar Riesebeek  | Alpecin      | s.t.     |
| 10   | A. Leknessund    | DSM          | a 12"    |